# Zelg Galešić
Zelg Galešić (Pola, 16 febbraio 1979) è un ex lottatore di arti marziali miste croato, attivo nelle categorie dei pesi medi e dei pesi mediomassimi.
Vanta un eccellente background nel taekwondo e come lottatore di MMA ha combattuto in alcune delle più importanti promozioni al mondo quali Pride, Hero's, Dream e Bellator; è stato campione nazionale dei pesi medi nell'organizzazione britannica Cage Rage.

## Biografia
Galešić ha cominciato a praticare taekwondo all'età di 8 anni fino all'età di 23 anni, nello stile WTF è stato per tre anni consecutivi campione mondiale e per cinque anni campione nazionale.
All'età di 24 anni Galesic ha cominciato a praticare pugilato e jiu jitsu brasiliano e a 28 anni è entrato nel professionismo del combattimento di arti marziali miste nel torneo Bellator ottenendo vittorie nella categoria dei pesi medi.

## Carriera nelle arti marziali miste

### Risultati nelle arti marziali miste
| Risultato | Record | Avversario             | Metodo                           | Evento                                              | Data              | Round | Tempo | Città                           | Note                                                                       |
| --------- | ------ | ---------------------- | -------------------------------- | --------------------------------------------------- | ----------------- | ----- | ----- | ------------------------------- | -------------------------------------------------------------------------- |
| Sconfitta | 11-9   | Ricco Rodriguez        | Sottomissione (armbar)           | FFC08: Zelg vs. Rodriguez                           | 4 ottobre 2013    | 1     | 2:10  | Zagabria, Croazia               |                                                                            |
| Sconfitta | 11-8   | Linton Vassell         | KO Tecnico (pugni)               | UCMMA 32                                            | 2 febbraio 2013   | 1     | 4:31  | Londra, Regno Unito             | Per il titolo dei Pesi Mediomassimi UCMMA                                  |
| Sconfitta | 11-7   | Attila Vegh            | Sottomissione (rear naked choke) | Bellator LXXI                                       | 22 giugno 2012    | 1     | 1:00  | Chester, Stati Uniti            | Torneo dei Pesi Mediomassimi Bellator 2012 Summer Series, Quarti di finale |
| Vittoria  | 11-6   | Doug Marshall          | KO (ginocchiata in salto)        | Super Fight League 3                                | 6 maggio 2012     | 1     | 0:34  | Nuova Delhi, India              |                                                                            |
| Sconfitta | 10-6   | Alexander Shlemenko    | Sottomissione (ghigliottina)     | Bellator L                                          | 17 settembre 2011 | 1     | 1:55  | Hollywood, Florida, Stati Uniti | Torneo dei Pesi Medi Bellator V, Quarti di finale                          |
| Vittoria  | 10–5   | Lee Chadwick           | KO (pugno)                       | OMMAC 9: Enemies                                    | 5 marzo 2011      | 1     | 2:40  | Liverpool, Regno Unito          |                                                                            |
| Sconfitta | 9–5    | Kazushi Sakuraba       | Sottomissione (kneebar)          | Dream 12: The Cage of the Rising Sun                | 25 ottobre 2009   | 1     | 1:40  | Osaka, Giappone                 |                                                                            |
| Sconfitta | 9–4    | Ronaldo Souza          | Sottomissione (armbar)           | Dream 6: Middleweight Grand Prix 2008 Final         | 23 settembre 2008 | 1     | 1:27  | Saitama, Giappone               | DREAM Middleweight Grand Prix, Semifinale                                  |
| Vittoria  | 9–3    | Taiei Kin              | KO Tecnico (infortunio)          | Dream 4: Middleweight Grand Prix 2008 Quarterfinals | 15 giugno 2008    | 1     | 1:05  | Yokohama, Giappone              | DREAM Middleweight Grand Prix, Quarti di finale                            |
| Vittoria  | 8–3    | Magomed Sultanakhmedov | Sottomissione (armbar)           | Dream 2: Middleweight Grand Prix 2008 Opening Round | 29 aprile 2008    | 1     | 1:40  | Saitama, Giappone               | DREAM Middleweight Grand Prix, Primo turno                                 |
| Vittoria  | 7–3    | Taiei Kin              | KO Tecnico (stop medico)         | K-1 HERO's: HERO's 2007 in Korea                    | 28 ottobre 2007   | 1     | 0:36  | Seul, Corea del Sud             |                                                                            |
| Sconfitta | 6–3    | Yoon Dong-Sik          | Sottomissione (armbar)           | K-1 HERO's: Tournament Final                        | 17 settembre 2007 | 1     | 1:29  | Yokohama, Giappone              |                                                                            |
| Sconfitta | 6–2    | Makoto Takimoto        | Sottomissione (kimura)           | Pride 34: Kamikaze                                  | 8 aprile 2007     | 1     | 5:40  | Saitama, Giappone               | Debutto in Pride                                                           |
| Vittoria  | 6–1    | Mark Weir              | KO (pugni)                       | Cage Rage 19: Fearless                              | 9 dicembre 2006   | 1     | 0:50  | Londra, Regno Unito             | Vince il titolo britannico dei Pesi Medi Cage Rage                         |
| Vittoria  | 5–1    | James Evans-Nicolle    | KO Tecnico (pestone e pugni)     | Cage Rage 18: Battleground                          | 30 settembre 2006 | 1     | 2:02  | Londra, Regno Unito             |                                                                            |
| Vittoria  | 4–1    | Curtis Stout           | Sottomissione (armbar)           | Cage Rage 17: Ultimate Challenge                    | 1º luglio 2006    | 1     | 1:10  | Londra, Regno Unito             |                                                                            |
| Vittoria  | 3–1    | Michael Holmes         | KO Tecnico (pugni)               | Cage Rage 15: Adrenalin Rush                        | 4 febbraio 2006   | 1     | 1:41  | Londra, Regno Unito             |                                                                            |
| Vittoria  | 2–1    | John Flemming          | KO (pugni)                       | Urban Destruction 2                                 | 30 luglio 2005    | 1     | -     | Bristol, Regno Unito            |                                                                            |
| Sconfitta | 1–1    | Paul Taylor            | KO Tecnico (pugni)               | Urban Destruction 1                                 | 10 aprile 2005    | 3     | 1:42  | Bristol, Regno Unito            |                                                                            |
| Vittoria  | 1–0    | Jim Bentley            | KO (pugno)                       | UC 11: Wrath of the Beast                           | 12 settembre 2004 | 1     | 1:16  | Bristol, Regno Unito            |                                                                            |